# Bass Brothers
Bass Brothers es el nombre profesional de los hermanos Mark y Jeff Bass, productores de Detroit responsables de la preparación del rapero Eminem (incluyendo su banda D12) en sus primeros años y colaboradores en la mayoría de su música futura. Antes de trabajar con él, lo hicieron con el cantante de funk George Clinton. Sus canciones con el terminaron en el periodo de P-Funk All Stars y su álbum Dope Dogs.
El "Dynamic-Duo" es documentado entre uno de los productores musicales más pagados en la historia del hip hop.
Sin embargo, la gran mayoría de los éxitos de Eminem han sido producidos por Dr. Dre ("My Name Is", "The Real Slim Shady" y "Just Lose It"), o él mismo ("Without Me" y "Lose Yourself"), aunque Jeff Bass lo ayudó a producir las últimas dos canciones.
Ambos han ganado premios Grammy por su trabajo con Eminem. Jeff Bass ganó un Óscar a la mejor canción original en 2003 por coescribir "Lose Yourself" de la película (también protagonizada por Eminem) 8 Mile.
Los hermanos también tienen un sello discográfico de Detroit llamado Web Entertainment, hogar de varios artistas de rock (The Romantics) y varios artistas de hip hop (King Gordy).

## Trabajos en solitario
- Bassmint Productions
- Mashin' Duck Records[1]
- Web Entertainment[2]
- F.B.T. Productions LLC[3]